# اشتباكات كمبوديا وتايلاند 2025

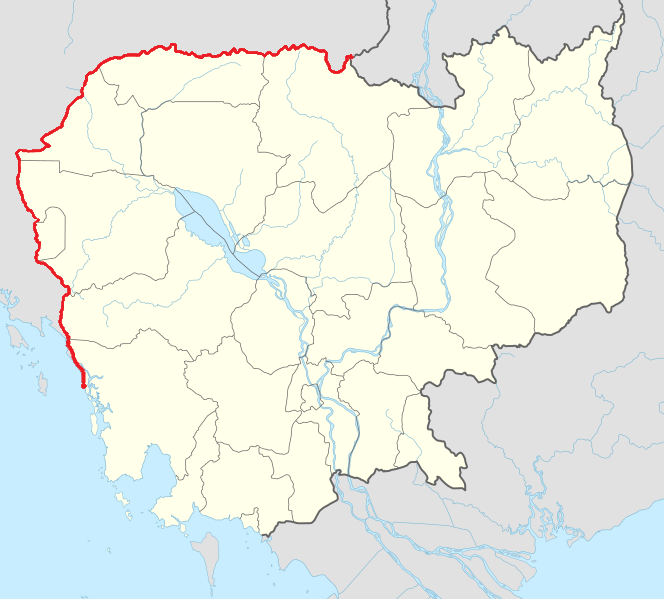
خريطة كمبوديا مع حدودها مع تايلاند المحددة باللون الأحمر

بعد مناوشة قصيرة على الحدود بين كمبوديا وتايلاند في 28 مايو 2025، اشتعل النزاع الإقليمي بين البلدين مرة أخرى، مما أدى إلى تدهور العلاقات وفي النهاية إلى اشتباكات وصراع مسلح مباشر، بدأ في 24 يوليو 2025.
اشتعل نزاع طويل الأمد على طول الحدود بين كمبوديا وتايلاند مجددًا في عام 2025، حيث اتهم كل جانب الآخر بالتحريض على الصراع. في 13 فبراير، منع الجنود التايلانديون السياح الكمبوديين من غناء النشيد الوطني الكمبودي في معبد براسات تا موين ثوم المتنازع عليه. في 28 مايو، تبادل جنود كمبوديون وتايلانديون إطلاق النار لفترة وجيزة، مما أسفر عن مقتل جندي كمبودي.

## الخلفية

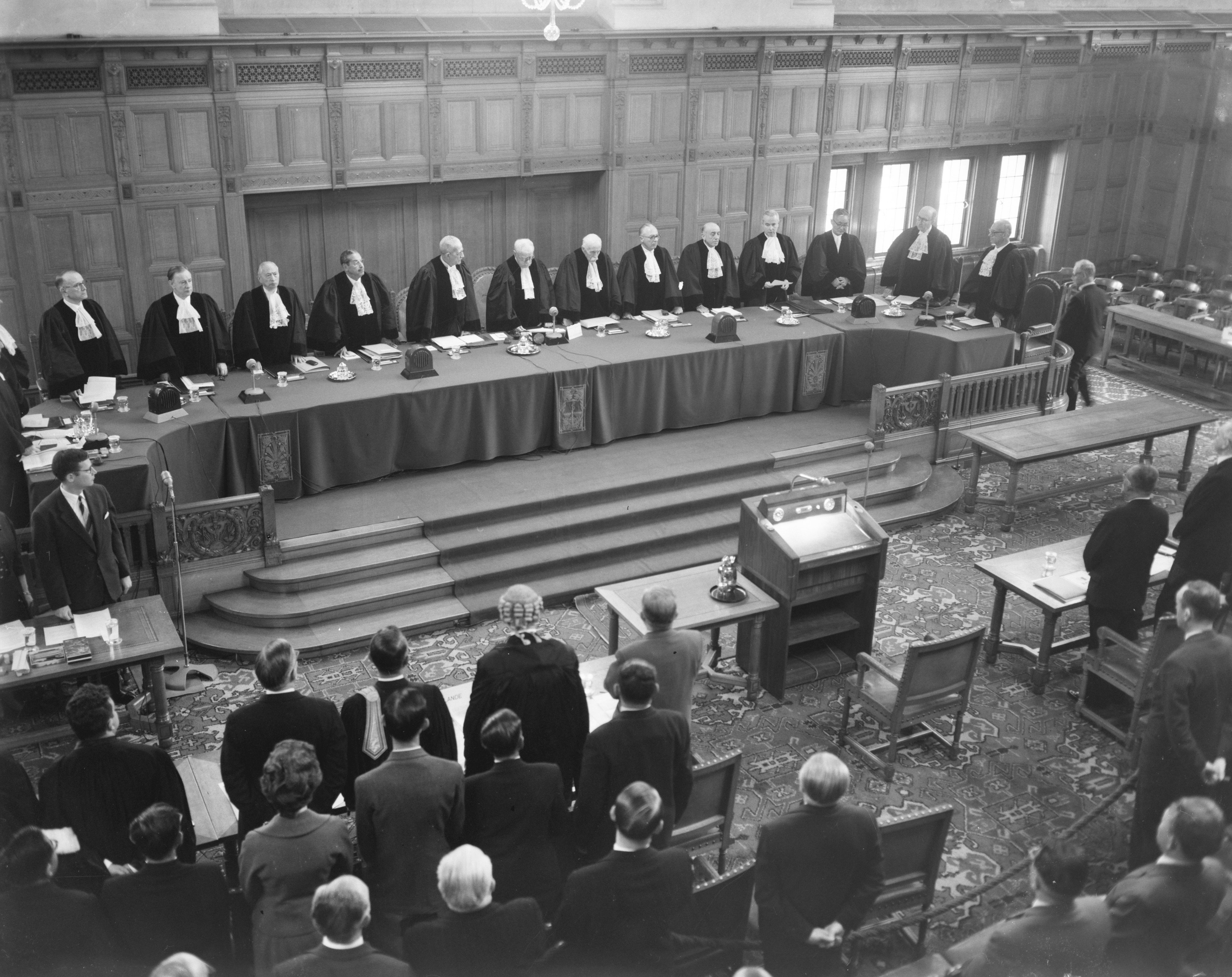
قضية معبد برياه فيهير أمام محكمة العدل الدولية عام 1961

تعود جذور أزمة الحدود الكمبودية التايلاندية لعام 2025 إلى معاهدات الحقبة الاستعمارية 1904-1907. تصاعد التوتر بين البلدين في عام 1962 بعد حكم محكمة العدل الدولية بشأن معبد برياه فيهير. زادت التوترات من عام 2008 إلى عام 2011، وفي فبراير 2025 وصلت إلى نقطة التحول عندما منعت القوات التايلاندية الزوار من كمبوديا من غناء النشيد الوطني الكمبودي في معبد براسات تا موين ثوم. في مايو من ذلك العام، بدأت اشتباكات مسلحة بجوار المثلث الزمردي (تشونغ بوك)، سلسلة من الإجراءات القانونية والمسلحة التي أدت إلى الغارات الجوية في يوليو.

## النزاع الحدودي (يوليو 2025 - الآن)
تبادل الجانبان اللوم على بعضهما البعض في بدء الضربات في 24 يوليو 2025. وأفادت تايلاند بمقتل 13 مدنياً وإصابة 32 مدنياً في سلسلة من الحوادث، في حين لم تبلغ كمبوديا بعد عن الخسائر حتى 24 يوليو.
24 يوليو
في الصباح، أفاد جنود تايلانديون بأن طائرات مسيرة كمبودية كانت تحلق في المنطقة أمام معبد براسات تا موين ثوم الخاضع لإدارة تايلاند ، ورصدوا ستة جنود كمبوديين مسلحين يقتربون من الأسلاك الشائكة أمام القاعدة التايلاندية. وأكد الجيش الملكي التايلاندي التقارير التي تفيد بأن القوات الكمبودية أطلقت النار على القوات التايلاندية على بُعد حوالي 200 متر شرق معبد تا موين ثوم.
في اليوم نفسه، أفادت كمبوديا أن الجيش التايلاندي شنّ هجومًا مسلحًا على القوات الكمبودية، وأغلق بالقوة مدخل معبد تا موين ثوم. ووفقًا للمتحدث باسم وزارة الدفاع الوطني، "تصرفت القوات الكمبودية بصرامة ضمن حدود الدفاع عن النفس، ردًا على غزو غير مبرر من جانب القوات التايلاندية انتهك سلامة أراضينا".
في الساعة 9:40 صباحًا (جميع الأوقات بالتوقيت المحلي) ادعى الجيش التايلاندي أن كمبوديا أطلقت قاذفة صواريخ ذاتية الحركة من طراز بي إم-21 غراد باتجاه براسات دون توان، بالقرب من منطقة سكنية. في الساعة 10:58 قصفت ست طائرات إف-16 تابعة لسلاح الجو الملكي التايلاندي مواقع كمبودية في تشونغ آن ما، مقاطعة أوبون راتشاثاني مع ادعاء تايلاند لاحقًا أن مراكز قيادة فرقة المشاة الثامنة وفرقة المشاة التاسعة في كمبوديا قد دمرت نتيجة للضربات
طلبت السفارة الملكية التايلاندية في بنوم بنه من المواطنين التايلانديين المقيمين في كمبوديا المغادرة على الفور، وأضافت أن الاشتباكات "من المرجح أن تمتد وتتوسع. كما أعلنت تايلاند أيضًا إغلاق حدودها مع كمبوديا.
تعرضت محطة وقود في محافظة سيساكيت لقصف صاروخي من طراز بي إم-21 غراد الكمبودية، مما أسفر عن سقوط "العديد" من الضحايا المدنيين، بما في ذلك ثمانية قتلى على الأقل، من بينهم طفل يبلغ من العمر 8 سنوات. في الساعة 11:54 هاجم جنود كمبوديون مستشفى فانوم دونج راك، مما أسفر عن وقوع بعض الإصابات وإخلاء المستشفى. وتعرض المستشفى لأضرار جسيمة.
في الساعة 2:41 مساءً، أعلن الجيش الملكي التايلاندي نجاحه في تدمير دبابتين كمبوديتين في خاو ساتاسوم. وفي الساعة 3:00، شنّ الجيش التايلاندي هجومًا بريًا وجويًا، أُطلق عليه اسم "عملية يوثا بودين"، ردًا على الاشتباكات المستمرة مع القوات الكمبودية الغازية على طول الحدود. يقود الهجوم الجنرال بانا كلايوبلودتوك.
في المساء، زعم رئيس مجلس الشيوخ هون سين أن كمبوديا "ليس لديها خيار سوى الرد على تايلاند"، مضيفًا أنه شارك في القيادة العسكرية عبر اتصال فيديو. وصرح سين بأنه لم يسافر إلى الخارج كما ذكرت وسائل الإعلام التايلاندية، وألقى باللوم على الجيش التايلاندي في تصعيد الموقف، مدعيًا أن التايلانديين يخططون لإغلاق مدخل معبد تا موين ثوم. وفي المساء نفسه، أعلنت الإدارة الإقليمية لمحافظة أودار مينشي في كمبوديا إجلاء 5000 مواطن من منطقة الصراع. وأصيب أربعة مدنيين كمبوديين على الأقل في الاشتباكات.
صرح الفريق أول مالي سوتشيتاتا أنه بعد اشتباك طويل مع القوات التايلاندية، احتلت القوات الكمبودية معبد تا كرابي، ومنطقة موم باي، ومعبد تا موان ثوم. 
أدان سلاح الجو الملكي التايلاندي تصرفات كمبوديا باستخدام الأسلحة لمهاجمة المدنيين، وقالت إنها "مستعدة للدفاع عن الشعب والسيادة من انتهاكات حقوق الإنسان". ونفت مزاعم وسائل الإعلام الكمبودية بإسقاط طائرة إف-16. 
25 يوليو
استمرت الاشتباكات في منطقتي برياه فيهير وتا كرابي بين القوتين. وأفادت التقارير بوقوع قصف مدفعي كثيف في المناطق الحدودية في محافظة أودار ميانشي وبريا فيهير. وزعمت وسائل الإعلام الكمبودية أن كمبوديا تحتفظ بجميع المعاقل عبر الحدود. ووفقًا للمتحدث باسم الجيش الملكي التايلاندي ريتشا سوكسووانون، بدأت الاشتباكات في الساعة 4:30 صباحًا بعد أن بدأت كمبوديا القتال باستخدام الأسلحة الصغيرة والأسلحة الثقيلة ورد الجيش الملكي التايلاندي بنيران المدفعية. كما ذكر أنهم كانوا يقومون بعمليات إبطال مفعول القنابل وانتشال الجثث من منطقة كانثارالاك التي أصيبت بصاروخ كمبودي في 24 يوليو.
صرح رئيس الوزراء بالوكالة فوتام ويتشايتشاي في اليوم الثاني من الاشتباكات بأن الصراع قد يتحول إلى حرب شاملة إذا ساء الوضع.
وفي أعقاب العروض التي قدمتها الولايات المتحدة والصين وماليزيا، التي تتولى حالياً رئاسة الكتلة الإقليمية لرابطة دول جنوب شرق آسيا، لتسهيل الحوار، رفضت تايلاند اقتراح الوساطة من دولة ثالثة لإنهاء الصراع المستمر، واختارت حل الوضع من خلال المحادثات الثنائية فقط.
أصدر الجيش الملكي التايلاندي الثاني بيانًا أفاد فيه بأن الكمبوديين يضعون قواتهم في مواجهة متلاحمة مع التايلانديين لمنعهم من استخدام مدفعيتهم وقواتهم الجوية، بالإضافة إلى بدء كمبوديا هجومًا مدرعًا في تشام تاي. كما طالبوا كمبوديا بوقف العمليات العسكرية ضد تايلاند والعودة إلى طاولة المفاوضات.
يزعم الجيش الكمبودي أن القوات التايلاندية شنت هجمات متعددة في منطقة خلوش، بالإضافة إلى معبد تاكرابِي ومعبد تا موان. وذكر أن تايلاند استخدمت قنابل عنقودية لقصف منطقة خلوش ومنطقة تشوام خسانت ، منتهكة بذلك الاتفاقيات الدولية، وأن الجيش الملكي التايلاندي شنّ هجمات للسيطرة على معبد تاكرابِي، لكن السيطرة ظلت بيد كمبوديا.
نفذت تايلاند غارات جوية على سبعة مواقع داخل كمبوديا. وصرح الجيش الكمبودي بأن القوات التايلاندية، باستخدام طائرات إف-16، أسقطت قنابل أربع مرات حول معبد برياه فيهير، وثلاث مرات على وات كيو سيخا كيريسوار، ومرة واحدة في منطقة تاكرابيه، وقصفت مدرسة ابتدائية في مقاطعة أودار مينشي.
وزعم الجيش التايلاندي أن نحو 100 جندي كمبودي غازي قُتلوا في منطقة فو في أثناء هجماتهم. وحاولت القوات الكمبودية الاستيلاء على التل 469.
أُعلنت الأحكام العرفية في ثماني مقاطعات من مقاطعتي تشانثابوري وترات المتاخمتين لكمبوديا.
26 يوليو
في الساعة 5:20 صباحًا، وردت أنباء عن اندلاع اشتباكات في منطقتي تشانثابوري وترات. وتعرضت قرية إيكهاب، وبلدية ثمار دا، ومنطقة فيل فينج، لقصف مدفعي من القوات التايلاندية في الصباح الباكر، مما أسفر عن إصابة ثلاثة قرويين. وقد أدانت كمبوديا هذا الهجوم ووصفته بأنه غير مبرر ومدبّر.
أطلقت البحرية الملكية التايلاندية عملية "ترات بيكات بيري 1" بعد أن شنت القوات الكمبودية هجومًا على بان تشامراك في مقاطعة ترات الساعة 5:10 صباحًا. هاجمت القوات الكمبودية ثلاث نقاط على طول الحدود، ولكن بحلول الساعة 5:40 صباحًا، أدت العملية البحرية التايلاندية إلى انسحاب القوات الكمبودية.
وفي صباح اليوم السادس والعشرين، نجحت تايلاند في الاستيلاء على فو ماكوا ونصبت العلم فوق المنطقة.
في اليوم نفسه، سقطت عشر قذائف مدفعية على الأراضي اللاوسية، مسببةً أضرارًا. وقد تحققت لاوس من مصدر الرصاص ووجدت أنه كمبودي.
أُبلغ عن رصد طائرات بدون طيار في خلونج ياي . وحثت السلطات العامة على الإبلاغ عن أي أنشطة مشبوهة.
في الساعة 8:20 صباحًا، نشرت القوات البحرية التايلاندية قوة مهام مكونة من أربع سفن كجزء من العملية في منطقة كوه كود وبان هات ليك. وتضم القوة زوارق هجومية سريعة وزوارق دورية.
زعمت تايلاند أنها استولت على منطقتين في مقاطعة تا فرايا ومنطقتين في مقاطعة خوك سونغ من القوات الكمبودية.
29 يوليو
اتهم الجيش التايلاندي كمبوديا بانتهاك اتفاق وقف إطلاق النار الذي تم التوصل إليه عند منتصف الليل، من خلال شن هجمات مسلحة على عدة مواقع على طول الحدود المشتركة بين البلدين، مما دفع الجانب التايلاندي للرد بالمثل واستمرار المفاوضات العسكرية، في حين أنكرت كمبوديا حدوث أي خروقات للهدنة.

## الخسائر والأزمة الإنسانية
وفقًا للمصادر، تم إجلاء حوالي 138000 مدني يعيشون في تايلاند. وذكرت التقارير أيضًا أن الناس يفرون من بلدات أخرى قريبة من الحدود، حيث يتم استهداف البنية التحتية المدنية مثل المستشفيات ومحطات الوقود. في كمبوديا، فر 35000 شخص من منازلهم.
في تايلاند، تأكد مقتل جندي واحد على الأقل و14 مدنيًا، بينما أصيب 14 جنديًا و32 مدنيًا. وفي كمبوديا، أصيب أربعة مدنيين، وتم إجلاء 4000 شخص. وقُتل شخص واحد في محافظة أودار ميانتشي.

## المفاوضات
في الثاني من يونيو/حزيران، أعلن هون مانيت أن الحكومة الكمبودية سترفع شكوى إلى محكمة العدل الدولية، معربًا عن أمله في أن توافق تايلاند على إحالة القضية إلى المحكمة ومنع أي مواجهات مسلحة. إلا أن تايلاند لا تعترف باختصاص محكمة العدل الدولية. وبدلًا من ذلك، قال فومتام إنه ينبغي حل أي مشاكل من خلال المفاوضات الثنائية.
في الرابع والعشرين من يوليو/تموز، وبعد اندلاع الصراع المسلح، أعلن هون مانيت عن رسالته إلى رئيس مجلس الأمن التابع للأمم المتحدة، طالباً عقد اجتماع عاجل لمجلس الأمن لوقف "عدوان تايلاند على سيادة كمبوديا".
في 25 يوليو/تموز، أرسلت وزارة الخارجية التايلاندية رسالة إلى مجلس الأمن التابع للأمم المتحدة لتوضيح أن تايلاند لديها أدلة دامغة على أن كمبوديا قد انتهكت سيادتها، وطلبت من رئيس مجلس الأمن تعميم الرسالة على جميع الدول الأعضاء. كما أصدرت بيانًا يفيد بأن تصرفات كمبوديا تُعدّ انتهاكات للقانون الدولي، وقد تكررت منذ أن وطأ جنود تايلانديون ألغامًا أرضية يومي 16 و23 يوليو/تموز. وتدعو الحكومة التايلاندية كمبوديا إلى تحمل مسؤولية هذه الحوادث والتوقف فورًا عن شنّ هجمات على أهداف عسكرية ومدنية، وهو ما يُخالف العديد من بنود اتفاقيات جنيف.
في وقت لاحق من يوم 25، رفضت تايلاند عروض الوساطة من الولايات المتحدة والصين وماليزيا (رئيسة رابطة دول جنوب شرق آسيا الحالية)، قائلة إنها "ترغب في حل المسألة ثنائيًا". وفي اليوم نفسه، كشف رئيس الوزراء الكمبودي هون مانيت أن كمبوديا وتايلاند اتفقتا مبدئيًا على وقف إطلاق النار الذي اقترحه رئيس الوزراء الماليزي أنور إبراهيم ، لكن تايلاند تراجعت قبل ساعة من دخول وقف إطلاق النار المقترح حيز التنفيذ في منتصف ليل 24 يوليو.

## ردود الفعل

### الطرفان
- تايلاند: أدان رئيسة الوزراء الموقوفة بايتونجتارن شيناواترا الهجمات الكمبودية على تايلاند وتعهد بالرد.[73]
- كمبوديا: أدانت وزارة الدفاع الوطني الصراع ووصفته بأنه "عدوان عسكري وحشي وغير قانوني" من جانب تايلاند.[74] وحذر رئيس الوزراء السابق ورئيس مجلس الشيوخ هون سين تايلاند من غزو كمبوديا، مضيفًا أن كمبوديا مستعدة للقتال وأنها سترد على تايلاند إذا هاجمتها.[74]

### جنوب شرق آسيا
- إندونيسيا: حثت السفارتان الإندونيسيتان في بانكوك وبنوم بنه المواطنين الإندونيسيين على توخي الحذر واليقظة في مناطق الصراع.[75] وحثت وزارة الخارجية الإندونيسية كلا البلدين على تسوية مخاوفهما وديًا بما يتماشى مع معاهدة الصداقة والتعاون وميثاق رابطة دول جنوب شرق آسيا.[76]
- لاوس: أعربت وزارة الخارجية عن قلقها البالغ إزاء الوضع الراهن على الحدود بين كمبوديا وتايلاند. وحثت الطرفين على توخي الحذر وإيجاد حل سلمي للصراع الحالي.[77]
- ماليزيا: أعرب رئيس الوزراء أنور إبراهيم عن قلقه إزاء الوضع وأعرب عن استعداده للتحدث مع الطرفين سعياً إلى خفض التصعيد والمفاوضات السلمية.[78]
- ميانمار: صرح المتحدث العسكري زاو مين تون أن ميانمار تعتقد أن تايلاند وكمبوديا قد تجدان حلاً سلمياً للأزمة، ويجب على المواطنين البورميين في تلك البلدان أن يكونوا حذرين بشأن سلامتهم وأن يطلبوا المساعدة من سفارات وقنصليات ميانمار.[79]
- الفلبين: أكدت وزارة الخارجية على "أهمية الحفاظ على قنوات الاتصال مفتوحة وضمان تهدئة الوضع". ويُؤمل أن يتناول البلدان هذه المسألة وفقًا للقانون الدولي ومبدأ حل النزاعات سلميًا.[80]
- سنغافورة: أعربت وزارة الخارجية عن قلقها البالغ إزاء المناوشات، وحثت البلدين على توخي الحذر ووقف الأعمال العدائية، وتهدئة التوترات من خلال القنوات الدبلوماسية، وحماية سلامة جميع المدنيين.[81]
- فيتنام: دعت وزارة الخارجية كلا البلدين إلى ممارسة أقصى درجات ضبط النفس، والامتناع عن استخدام القوة، وتجنب المزيد من التصعيد، وحل الخلافات باستخدام الوسائل السلمية وفقًا للقوانين الدولية والتضامن الإقليمي[82]

## اتفاق السلام
أعلن رئيس وزراء ماليزيا الحالي أنور إبراهيم 28 يوليو 2025, عن توصل الطرفين تايلاند وكمبوديا إلى تفاهم لوقف إطلاق النار في ثاني تفاهم بين الطرفين من هذا النوع بوساطة من ماليزيا.